# Chigwaazraii
Chigwaazraii – część góry Mount Goodenough (najbardziej na wschód wysunięta – w dolinę rzeki Mackenzie), w kanadyjskim terytorium Terytoria Północno-Zachodnie, w paśmie Gór Richardsona, w południowej części Aklavik Range (67°57′17″N, 135°27′18″W), położona na południowy zachód od Aklaviku, o wysokości ok. 840 m n.p.m.. Nazwa Chigwaazraii w języku Gwichʼin oznacza „góra koloru czarnego” została oficjalnie uznana na podstawie Gwichʼin Place Name Proposal 21 czerwca 2013. Okolice gór Chigwaazraii i Ivyah to obszar zapoczątkowanych w 2018 badań nad owcą jukońską.